# 日本海溝海底地震津波観測網

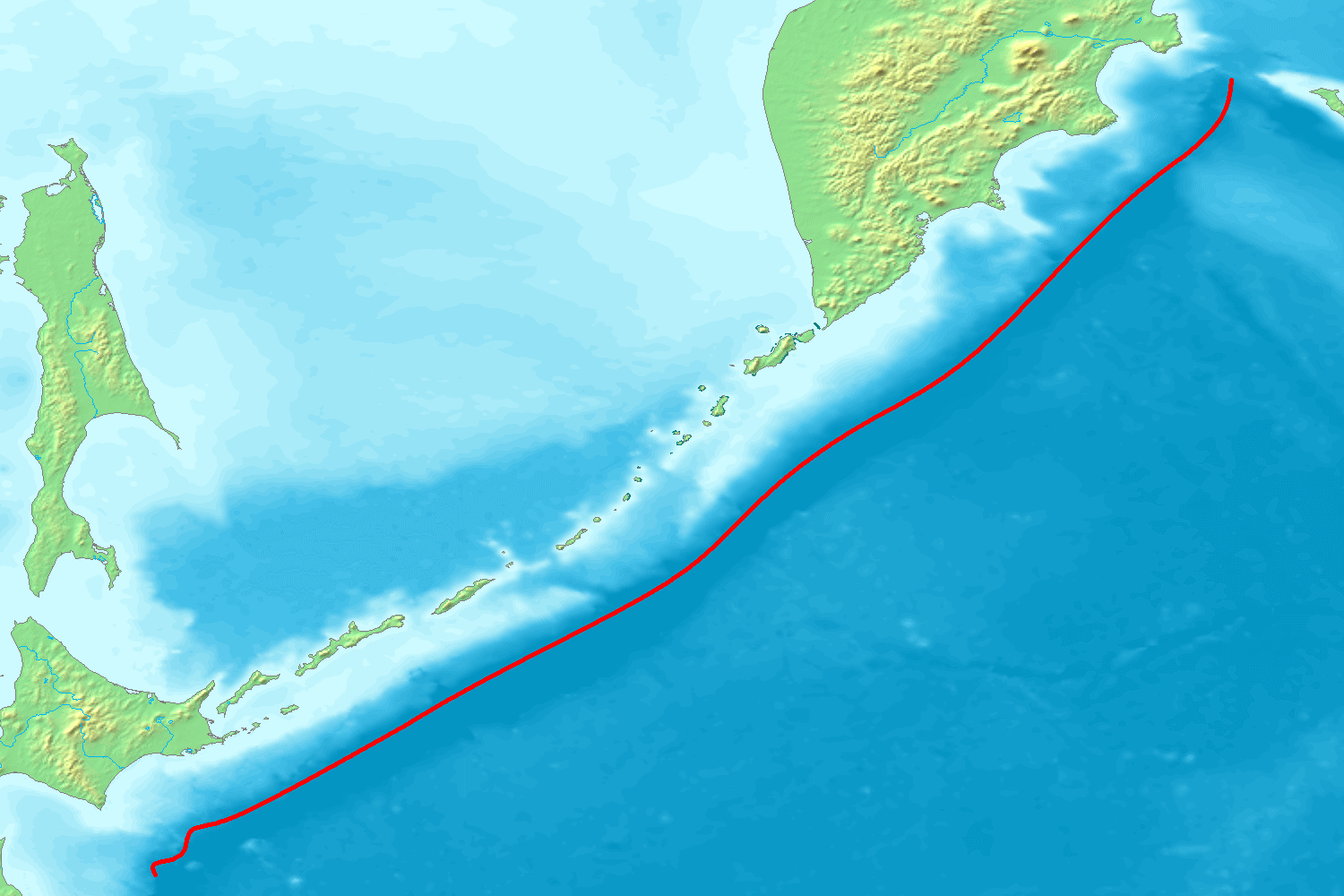
千島海溝の位置（赤線）

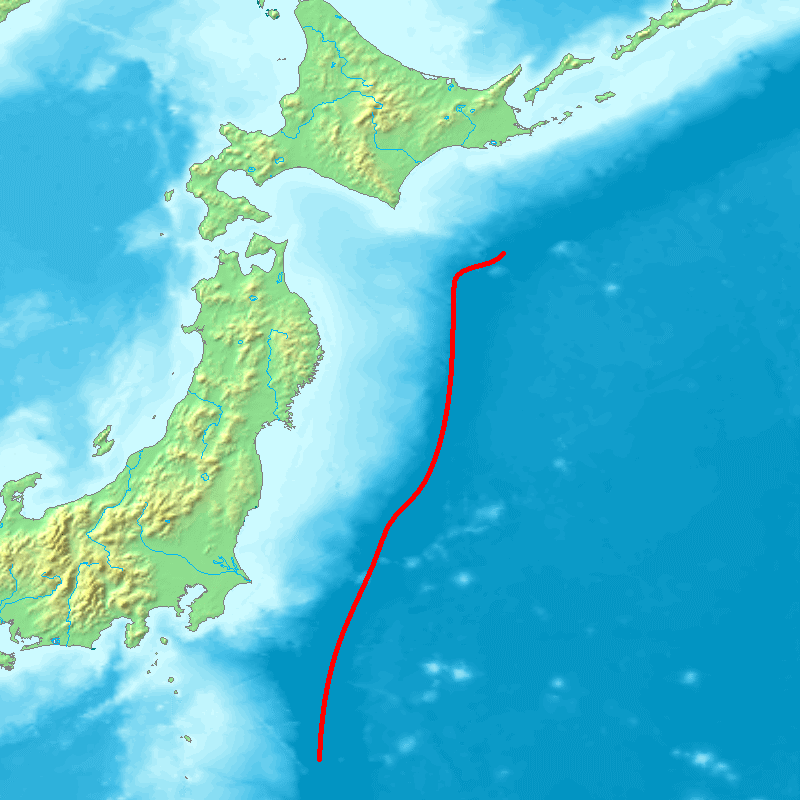
日本海溝の位置（赤線）

日本海溝海底地震津波観測網（にほんかいこうかいていじしんつなみかんそくもう、英語: Seafloor Observation Network for Earthquakes and Tsunamis along the Japan Trench 、略称 S-net）は、防災科学技術研究所により運用管理される房総半島沖から根室沖の太平洋の最大水深6000mを超える海底に設置された、ケーブル式観測機器（海底地震計、海底圧力計)によるリアルタイム観測網。6系統の海底光ケーブルで構成され、観測点150カ所と総延長約5,500kmによる世界でも類をみない規模のリアルタイム海底地震計ネットワークである。

## 目的
日本海溝および千島海溝南部で発生する海溝型地震や海溝型地震に伴って発生する津波を直接検知する。
1. 地震と津波の発生を早期に検知し高精度で迅速な津波の予測を行う。
2. 情報伝達により被害の軽減や避難行動などの災害対策に貢献する。
3. リアルタイムに24時間連続で観測データを取得し、関係機関に即時流通させて監視や地震調査研究に活用する。

## 整備の背景

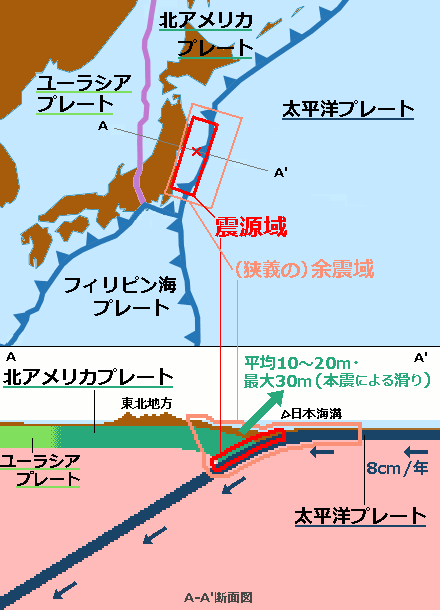
日本付近のプレートの分布および、本震震源域・余震域の分布とメカニズム

2011年3月11日に発生した東北地方太平洋沖地震の際に、陸域に展開する地震観測網の観測記録に基づく津波規模予測の精度に限界があることが浮き彫りとなったため、S-netの整備が計画された。陸上観測点から200km程度離れたプレート境界断層浅部、海溝軸周辺で生じる微少地震が観測できていないだけでなく、通常の地震の規模や位置決定の精度にも劣っていた。また、2011年当時、東北沖の海底観測網は東京大学地震研究所が釜石沖に設置した地震計3台と津波計2台からなる観測システムのみであった。

## 整備計画

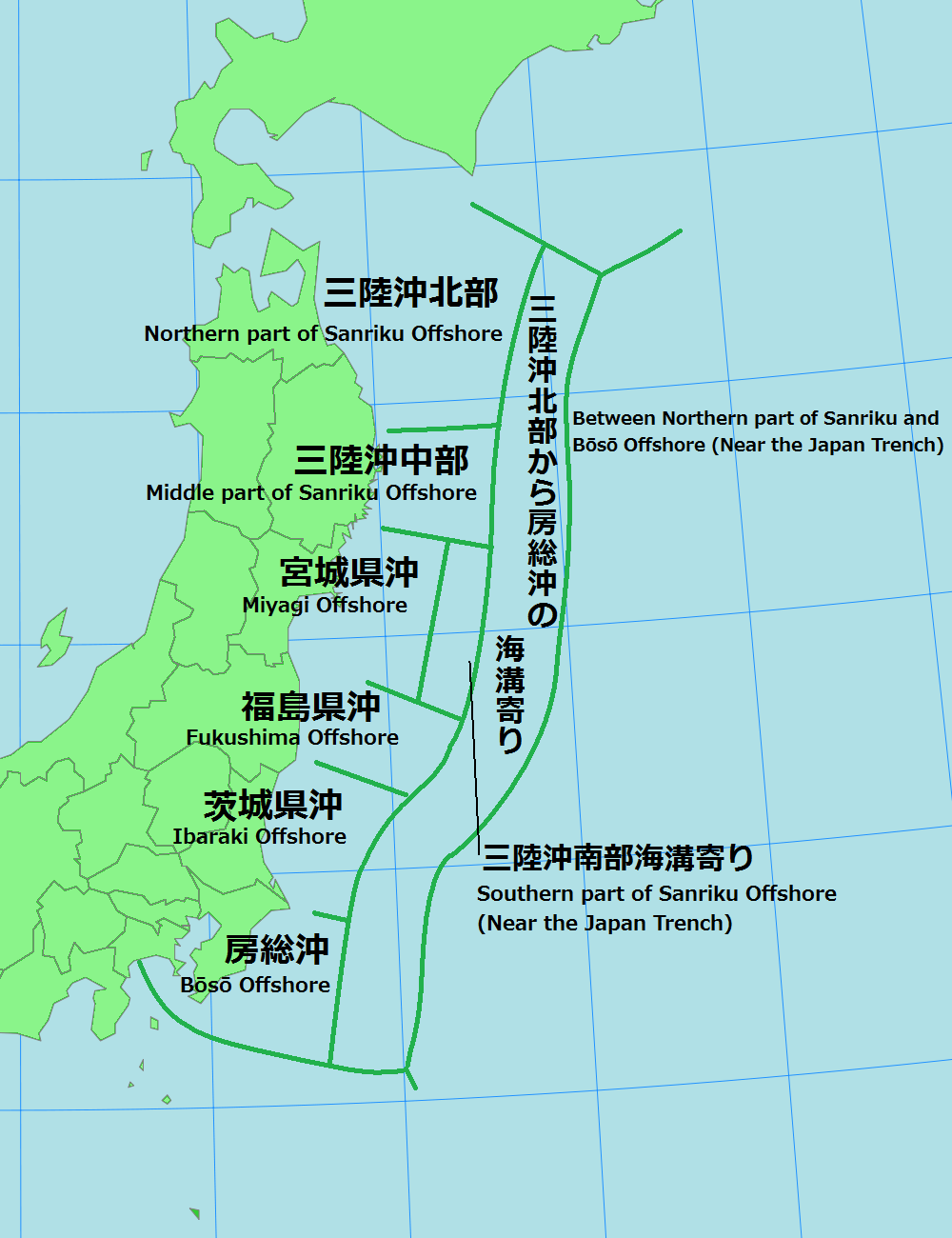
三陸沖〜房総沖の海溝型地震想定震源域

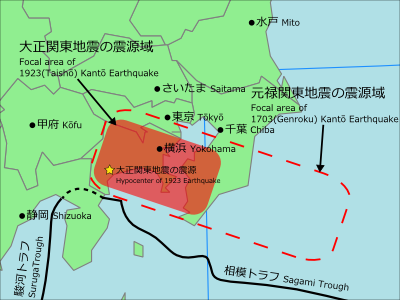
大正関東地震（赤塗りの領域）と元禄関東地震（赤点線内の領域）の想定震源域
地震調査委員会,2004

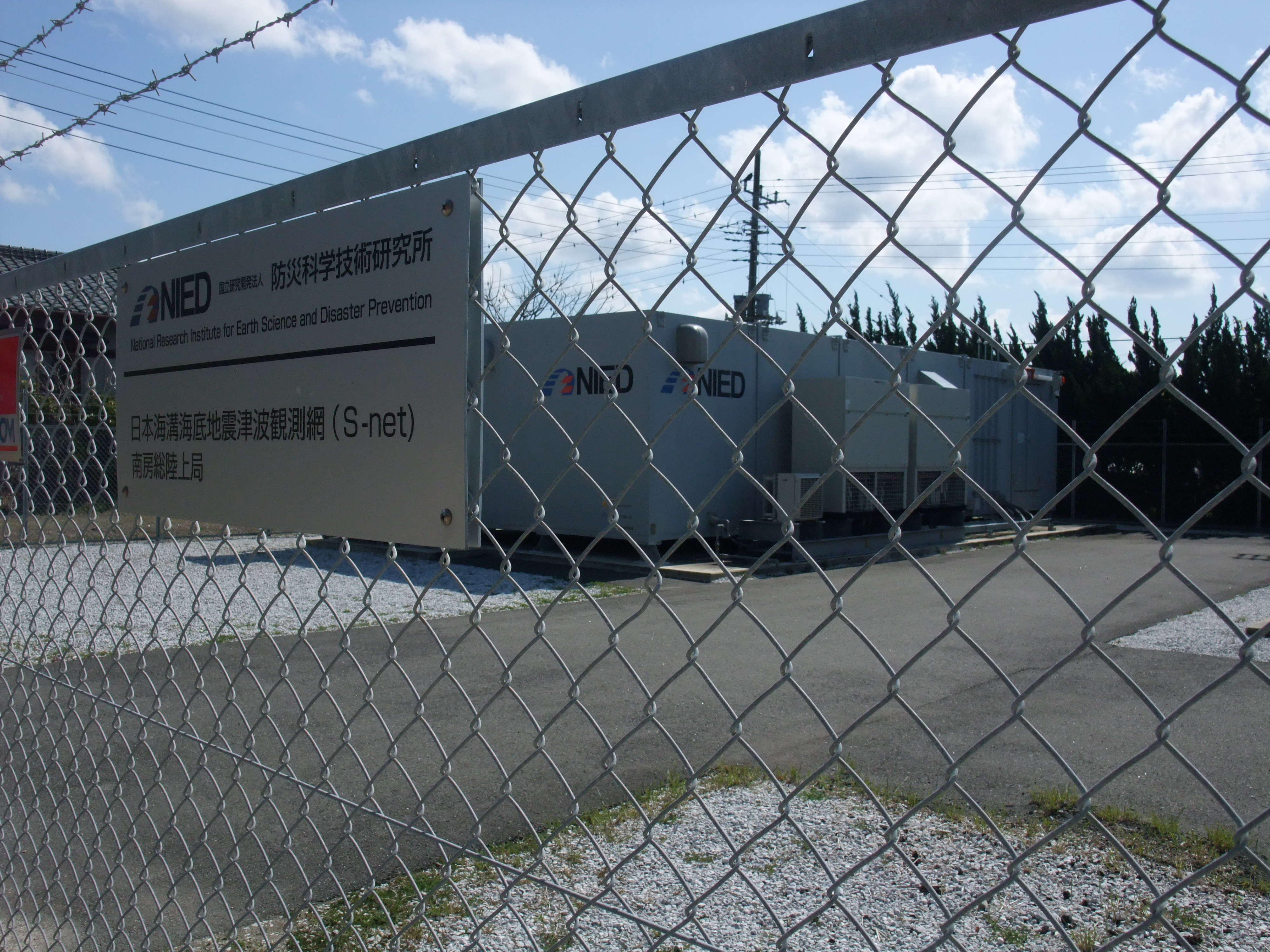
南房総地上局

観測網は、6つのサブシステムと6つの地上局からなり、水深1500m以浅の海域では、観測装置と海底ケーブルは海底下に埋設される。
サブシステムと観測点数
- S1 房総沖  22点
- S2 茨城・福島沖  26点
- S3 宮城・岩手沖  26点
- S4 三陸沖北部  28点
- S5 釧路・青森沖  23点
- S6 海溝軸外側（アウターライズ）  25点

地上局
- S1とS6：千葉県南房総市白浜町滝口
- S1とS2：茨城県鹿嶋市明石
- S2とS3：宮城県亘理郡亘理町荒浜
- S3とS4：岩手県宮古市崎山
- S4とS5：青森県八戸市大字鮫町
- S5とS6：北海道厚岸郡浜中町

## 沿革
- 2011年 計画立案
- 2013年度 （平成25年度） 房総沖(S1)の設置完了。
  - 7月3日 工事着手
- 2014年[2]
  - 三陸沖北部(S4)の設置開始。
  - 7月22日 略称 (S-net) に決定。
  - 宮城・岩手沖(S3)の設置開始。
- 2016年7月28日12時より、S-net125点を気象庁による津波情報への活用開始[3]。
- 2017年11月16日12時より、S-net25点が新たに気象庁による津波情報への活用開始[4]。
- 2019年6月27日12時より、S-net125点が気象庁による緊急地震速報への活用開始[5][6]。
- 2020年3月24日より、S-net25点が新たに気象庁による緊急地震速報への活用開始。これにより設置された150点全てのデータが観測に活用されることとなった。[7]

## 汎用
S-netで得られた情報は即時、JR東海・東海道新幹線の新幹線総合指令所やJR東日本・東北新幹線の運転指令所へ転送提供され、必要に応じて新幹線を緊急停止させるために活用される。